# Món phụ
Món phụ, món ăn kèm hay món ăn phụ, là món ăn kèm với món khai vị hoặc món chính trong bữa ăn.

## Loại phổ biến

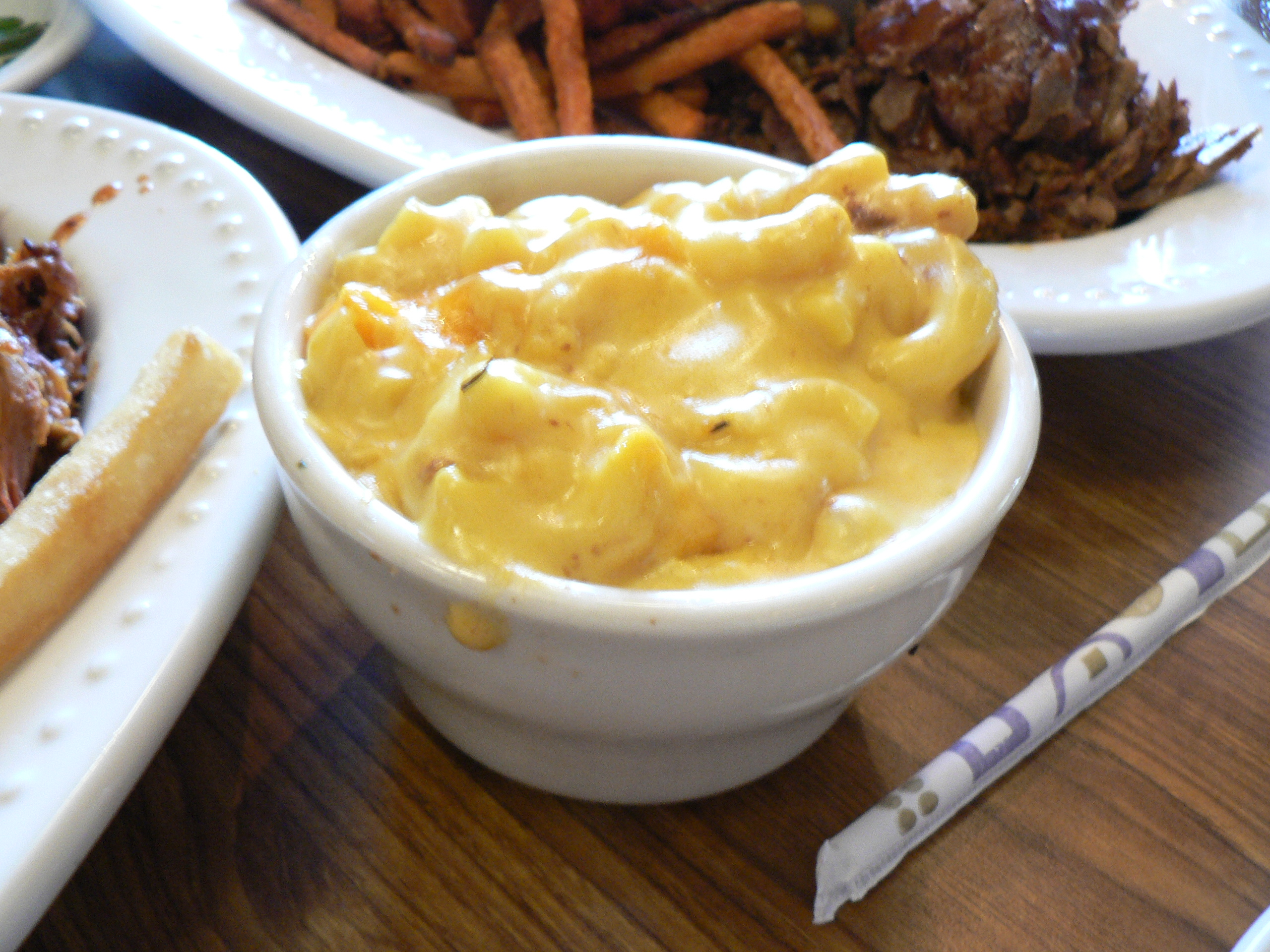
Một món ăn kèm là macaroni và pho mát

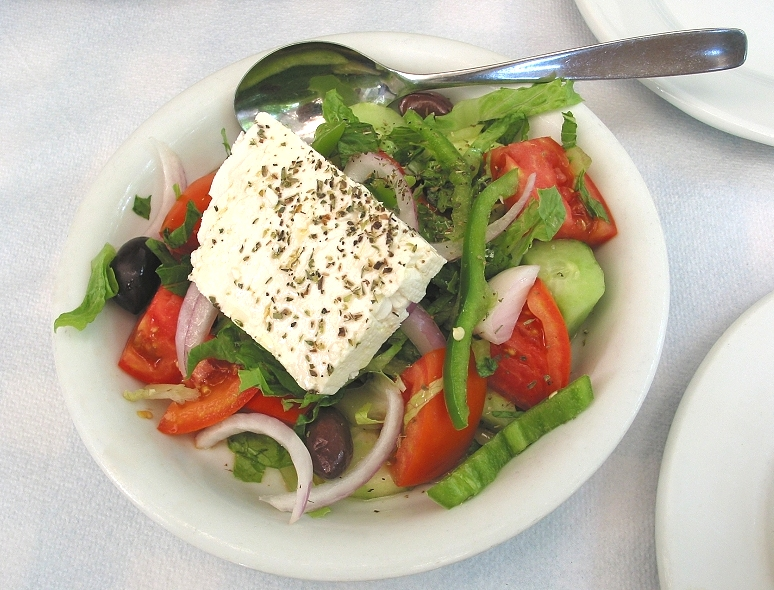
Một món ăn kèm là salad Hy Lạp

Các món ăn phụ như salad, khoai tây và bánh mì thường được dùng với các món chính ở nhiều nước phương Tây. Cơm và couscous, đã trở nên khá phổ biến trên khắp châu Âu, đặc biệt là trong những dịp trang trọng (couscous phổ biến hơn trong các bữa tiệc tối với các món ăn Trung Đông).
Khi được sử dụng như một tính từ xác định tên món ăn, thuật ngữ "phụ" thường đề cập đến một phần nhỏ hơn được phục vụ như một món ăn phụ, thay vì một khẩu phần lớn hơn, có kích thước như món ăn chính. Ví dụ, một món "salad ăn kèm" thường được phục vụ trong một bát nhỏ hoặc đĩa salad, ngược lại với món salad entrée cỡ lớn dành cho bữa tối.
Một bữa ăn điển hình của người Mỹ với món ăn chính là từ thịt có thể bao gồm một món phụ, đôi khi ở dạng salad và một món phụ có tinh bột, chẳng hạn như bánh mì, khoai tây, cơm hoặc mì ống.
Một số món ăn kèm phổ biến bao gồm:
- Đậu nướng
- Khoai tây nướng
- Bông cải xanh
- Cải bắp
- Súp lơ trắng
- Coleslaw
- Bánh mì
- Khoai tây chiên
- Đậu Hà Lan
- Salad Macaroni
- Macaroni và phô mai
- Khoai tây nghiền
- Nấm
- Salad mì ống
- Salad khoai tây
- Salad (thường là salad "ăn kèm")
- Nấm áp chảo [2]
- Squash

 Một số nhà hàng cung cấp tuyển chọn giới hạn các món ăn kèm được bao gồm trong giá món ăn kèm như một bữa ăn kết hợp. Ngược lại, đôi khi các món ăn phụ được đặt riêng từ thực đơn gọi món. Thuật ngữ này có thể có hoặc không ngụ ý rằng món ăn chỉ có thể được gọi với thức ăn khác.  

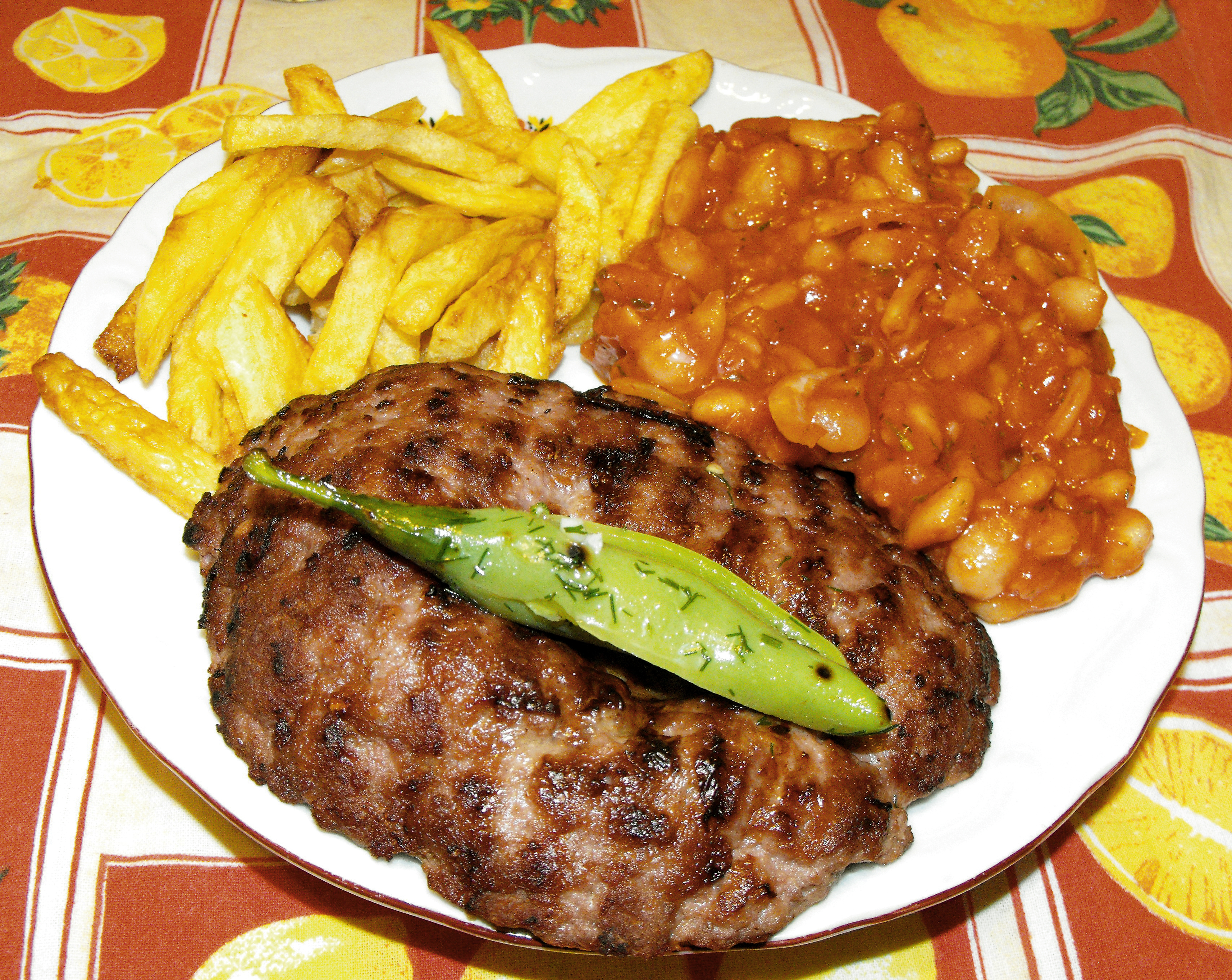
Pljeskavica với khoai tây chiên và đậu nướng"bên cạnh"

Khoai tây chiên là một món ăn phụ phổ biến được phục vụ tại các nhà hàng thức ăn nhanh và các nhà hàng ẩm thực Mỹ khác. Để đáp lại những lời chỉ trích về hàm lượng chất béo và calo cao của khoai tây chiên, một số chuỗi cửa hàng thức ăn nhanh cung cấp các món ăn phụ khác, chẳng hạn như salad, thay thế cho khoai tây chiên tiêu chuẩn trong các bữa ăn kết hợp của họ.

## "Ở bên cạnh"
Cụm từ liên quan ở bên cạnh có thể đồng nghĩa với "món ăn kèm" - như trong "khoai tây chiên ở bên cạnh" - hoặc có thể đề cập đến nước sốt hoặc gia vị miễn phí được phục vụ trong một món ăn riêng biệt. Ví dụ, một thực khách có thể yêu cầu món salad được phục vụ với nước sốt của họ "ở bên cạnh".